# Леа Дрюкер
Леа Дрюке́р (фр. Léa Drucker; нар. 23 січня 1972, Кан, Кальвадос, Франція) — французька акторка.

## Біографія
Леа Дрюкер народилася 23 січня 1972 року у французькому Кані (Нижня Нормандія) в родині професори медицини Жака Дрюкера і викладачки англійської мови Мартіни Дрюкер. Її рідна тітка — відома телеведуча Мішель Дрюкер, а дядько — колишній президент телеканалу M6 Жан Дрюкер.
Дитячі роки Леа Дрюкер провела разом з рідними у США, між Вашингтоном і Бостоном, і на островах Шозе (Ла-Манш). Ще навчаючись в ліцеї, Леа почала цікавитися акторською професією. Тоді, в 1987 році вона почала брати участь в постановках драматичного гуртка Мольєра в Парижі.

## Кар'єра
У 1999 році, після закінчення акторських курсів у Школі на вулиці Бланш (яка згодом стала Національної школою театрального мистецтва і техніки) в Парижі, Леа Дрюкер почала свою театральну кар'єру. Молода акторка отримала роль у класичній мольєрівській п'єсі «Мізантроп» режисера Роже Анена і кількох сучасних постановках («Блан» Еммануеля Марі та ін.). За театральні роботи Дрюкер тричі (у 2001, 2004 та 2016 роках) була номінована на здобуття головної французької театральної Премії Мольєра.
У кінематографі Леа дебютувала на початку 1990-х, з'явившись у комедійній стрічці «Гроші» з Самі Буажила. Потім були ролі в драмі «Спиця» із зіркою циклу фільмів «Таксі» Самі Насері, фільмах «Убивця(і)» з Матьє Кассовітцем, «Круто ти попав!» з Едуардом Монтутом, «Можливо» з Жаном-Полем Бельмондо, «Хаос» з Венсаном Лендоном, «У моїй шкірі» з Мариною де Ван, «Глюк» з Гійомом Кане, «Тигрові загони» з Кловісом Корнійяком, «Який батько, така дочка» з Елоді Буше, «Весільний торт» з Жеремі Реньє і Клеманс Поезі, «Синя кімната» з Матьє Амальріком та інших.
У 2015 і 2016 роках Леа Дрюкер зіграла одну з головних ролей у рейтинговому телесеріалі «Бюро легенд» з Матьє Кассовіцем. Загалом, за час своєї кінокар'єри, акторка знялася у понад 80-ти кіно-, телефільмах та серіалах.
У 2017 році Дрюкер зіграла головну роль Міріам Бессон у дебютному фільмі режисера Ксав'є Леграна «Опіка», за яку у 2019 році була номінована як найкраща акторка на премії «Люм'єр», «Сезар» та «Кришталевий глобус».

## Фільмографія (вибіркова)
| Рік  |    | Українська назва                        | Оригінальна назва                              | Роль                               |
| ---- | -- | --------------------------------------- | ---------------------------------------------- | ---------------------------------- |
| 1991 | ф  | Гроші                                   | La thune                                       | Edwige's best friend               |
| 1992 | с  | Собаки і кішки                          | Chien et chat                                  | касирка                            |
| 1992 | ф  |                                         | Tableau d'honneur                              | Соланж                             |
| 1994 | тф | Мізантроп                               | Le misanthrope                                 | Еліанте                            |
| 1994 | кф | Чортові двері                           | Putain de porte                                |                                    |
| 1995 | ф  | Спиця                                   | Rai                                            |                                    |
| 1997 | ф  | Убивця(і)                               | Assassin(s)                                    | Леа                                |
| 1997 | ф  | Круто ти попав                          | Bouge!                                         | Наталі                             |
| 1998 | ф  | Непорочне зачаття Маріуса               | L'annonce faite à Marius                       | Бріжитт                            |
| 1998 | с  | Союз адвокатів                          | Avocats & associés                             | Мартіна Мері                       |
| 1998 | ф  | Можливо                                 | Peut-être                                      | Клотильда                          |
| 1998 | кф | Прямо зараз                             | À tout de suite                                |                                    |
| 1999 | ф  | Помремо разом                           | Fait d'hiver                                   |                                    |
| 1999 | ф  | Мої друзі                               | Mes amis                                       | Джильда                            |
| 1999 | ф  | Життя мене не лякає                     | La vie ne me fait pas peur                     |                                    |
| 1999 | ф  | Чиста мить рок-н-ролу                   | Un pur moment de rock'n roll                   | Флоранс                            |
| 2001 | ф  | Хаос                                    | Chaos                                          | Ніколь                             |
| 2002 | ф  |                                         | Papillons de nuit                              | Роберта                            |
| 2002 | ф  | Три нулі                                | 3 zéros                                        | Деббі                              |
| 2002 | ф  | Ті, що втратили й шукають               | Filles perdues, cheveux gras                   | Коралін                            |
| 2002 | ф  | У моїй шкірі                            | Dans ma peau                                   | Сандрін                            |
| 2003 | ф  | Нуль один                               | Zéro un                                        | Елле (епізод «Pourkoi... passkeu») |
| 2003 | ф  | Напівпансіон                            | Bienvenue au gîte                              | Аньєс                              |
| 2004 | кф | До чого приведе голосування за еколога? | À quoi ça sert de voter écolo?                 | Камілль                            |
| 2004 | кф | Невідома знаменитість                   | Illustre inconnue                              | перукарка                          |
| 2004 | ф  | Глюк                                    | Narco                                          | близнючки-ковзанярки               |
| 2004 | с  | Каамеклотт                              | Kaamelott                                      | фея Моргана                        |
| 2005 | ф  | У твоїх мріях                           | Dans tes rêves                                 | Жанна                              |
| 2005 | ф  | На фіга                                 | Akoibon                                        | туристка                           |
| 2005 | ф  | Віржиль                                 | Virgil                                         | Марго                              |
| 2006 | ф  | Тигрові загони                          | Les brigades du Tigre                          | Леа                                |
| 2006 | тф | Блондинка в сплячому лісі               | La blonde au bois dormant                      | Естель Фенелон                     |
| 2006 | ф  | Чоловік усього його життя               | L'homme de sa vie                              | Фредеріка                          |
| 2007 | ф  | Який батько, така дочка                 | Tel père telle fille                           | Аліса                              |
| 2007 | тф | Божественна Емілі                       | Divine Émilie                                  | Емілі Дю Шатле                     |
| 2007 | кф | Таке багатогранне життя                 | Faits divers                                   | Марі                               |
| 2008 | ф  | Шум навколишніх людей                   | Le bruit des gens autour                       | Кейт                               |
| 2008 | ф  | Колюш, історія одного хлопця            | Coluche: l'histoire d'un mec                   | Вероніка Колуччі                   |
| 2009 | ф  | Сіприєн                                 | Cyprien                                        | Елена                              |
| 2009 | тф | Один співає, інший підхопить            | L'une chante, l'autre aussi                    |                                    |
| 2009 | с  | Чорна сюїта                             | Suite noire                                    | Нора                               |
| 2009 | ф  | Весільний торт                          | Pièce montée                                   | Елен                               |
| 2010 | ф  | Найкращі друзі у світі                  | Les meilleurs amis du monde                    | Матильда                           |
| 2010 | ф  | Полін і Франсуа                         | Pauline et François                            | Катрін                             |
| 2011 | ф  | Великий злий вовк                       | Le grand méchant loup                          | Патриція «Патош» Делькруа          |
| 2012 | ф  | Це правда, якщо я брешу 3               | La vérité si je mens! 3                        | Мюріель Соомон                     |
| 2012 | тф | Ізгої                                   | Crapuleuses                                    | Паскаль                            |
| 2012 | ф  | Мої дрібні вчинки                       | Je me suis fait tout petit                     | Аріана                             |
| 2012 | кф | Перш ніж втратити усе                   | Avant que de tout perdre                       | Міріам                             |
| 2013 | ф  | Я вболіваю за «Стандарт»                | Je suis supporter du Standard                  | Мартіна                            |
| 2014 | ф  | Синя кімната                            | La chambre bleue                               | Дельфіна                           |
| 2014 | тф | Зимові троянди                          | Des Roses en Hiver                             | Ельза                              |
| 2014 | тф | Від імені синів                         | Au nom des fils                                | Оділь Чассей                       |
| 2015 | с  | Бюро легенд                             | Le Bureau des Légendes                         | доктор Бальме                      |
| 2015 | тф | П'єр Броссолетт, або Пасажири місяця    | Pierre Brossolette ou les passagers de la lune | Жильберта                          |
| 2015 | ф  | Заарештуйте мене                        | Arrêtez-moi là                                 | Луїза Лаблаш                       |
| 2016 | ф  | Новини з планети Марс                   | Des nouvelles de la planète Mars               | Міріам                             |
| 2016 | тф | Втіха                                   | La Consolation                                 | Жіжі                               |
| 2017 | ф  | Великі уми                              | Les grands esprits                             | Каролін                            |
| 2017 | ф  | Опіка                                   | Jusqu'à la garde                               | Міріам Бессон                      |
| 2018 | ф  | Громадське місце                        | Place publique                                 | Наталі                             |
| 2019 | ф  | Роксана                                 | Roxane                                         |                                    |
| 2019 | ф  | Це життя                                | C'est la vie                                   |                                    |
| 2019 | ф  | Я обіцяю бути мудрим                    | Je promets d'être sage                         |                                    |
| 2019 | с  | Війна світів                            | War of the Worlds                              | Катрін Дюран                       |
| 2023 | мф | Марс-Експрес                            | Mars express                                   | Алін Рубі                          |

## Визнання
| Нагороди та номінації Леи Дрюкер | Нагороди та номінації Леи Дрюкер | Нагороди та номінації Леи Дрюкер | Нагороди та номінації Леи Дрюкер |
| Рік                              | Категорія                        | Фільм                            | Результат                        |
| -------------------------------- | -------------------------------- | -------------------------------- | -------------------------------- |
| Премія «Кришталевий глобус»      |                                  |                                  |                                  |
| 2007                             | Найкраща акторка                 | Чоловік усього його життя        | Перемога                         |
| 2019                             | Найкраща акторка                 | Опіка                            | Номінація                        |
| Премія «Люм'єр»                  |                                  |                                  |                                  |
| 2019                             | Найкраща акторка                 | Опіка                            | Номінація                        |
| Премія «Сезар»                   |                                  |                                  |                                  |
| 2019                             | Найкраща акторка                 | Опіка                            | Перемога                         |